# Kováts Ferenc (politikus)
Kováts Ferenc (Zalaegerszeg, 1902. október 4. - Zalaegerszeg, 1982. május 11.) gazdálkodó, a Demokrata Néppárt országos alelnöke és országgyűlési képviselője.

## Élete

### Ifjúkora és közéleti szereplővé válása
A huszár őrmester és gazdálkodó Kováts István és Polhammer Mária gyermeke. Hat testvére volt. Római katolikus vallásban nevelkedett. Iskoláit szülővárosában Zalaegerszegen végezte, később felnőttkorában aranykalászos gazda oklevelet szerzett. Gazdálkodóként élt és bekapcsolódott a helyi közéletbe. 1928-tól tagja lett Zalaegerszeg képviselő testületének, majd a Zala vármegyei törvényhatósági bizottságnak. 1928 és 1944 között a városi gazdakör elnökeként is tevékenykedett, 1941-ben pedig a csatlakozott a Magyar Parasztszövetséghez. 1944. október 15. után nyilasellenes magatartása miatt rövid időre elhurcolták.

### Politikai pályája a második világháború után
Már 1930-ban belépett Független Kisgazdapártba, és hamarosan a megyei szervezet elnöke lett. A második világháború után részt vett a párt újjászervezésében, és ismét tagja lett a megyei vezetésnek. Már 1945. november 4-i nemzetgyűlési választáson előtt, mint Zalaegerszeg követe bekerült az Ideiglenes Nemzetgyűlésbe, a választásokon pedig ismét mandátumot szerzett. Képviselőségének idején a Független Zala című megyei pártlap szerkesztője valamint 1947 márciusától a Parasztszövetség megyei szervezetének elnöke volt.
1947-ben azonban - számos párttársával együtt - elutasítva pártja balratolódást, kilépett a kisgazdapártból és csatlakozott a Demokrata Néppárthoz. Megyei elnökként az 1947. augusztus 31-i országgyűlési választásokon bekerült az Országgyűlésbe. Október közepén a párt országos alelnökének és az agrártagozat vezetőjének választották. A DNP frakciójának feloszlása után függetlenként folytatta tovább képviselői munkáját

### A diktatúra idején
Mandátumának lejárta után visszatért a gazdálkodáshoz, földjét a Rákosi-korszakban nem ajánlotta föl az államnak.
Az 1956-os forradalom idején részt vett a Demokrata Néppárt újjászervezési kísérletében. Megyéje ismét elnöknek választotta és tagja lett a Zala Megyei Forradalmi Bizottságnak is. A november 4-e után szerepvállalása miatt néhány hétig őrizetben tartották. A Kádár-rendszer elején, a birtokát a termelőszövetkezet betagosította. 1962-ben belépett a helyi hegyközségi szakszövetkezetbe, és 1970-es nyugdíjazásáig gazdasági vezetőként dolgozott. 1970 után háztáji földjén gazdálkodott 1982-ben bekövetkezett haláláig.

## Külső hivatkozások
- Az Országgyűlés almanachja 1947-1949, 237. o.
- Kováts Ferenc szócikk. Kereszténydemokrácia Tudásbázis, Barankovics István Alapítvány Archiválva 2014. november 12-i dátummal a Wayback Machine-ben

1. 1 2 3  PIM-névtér-azonosító. (Hozzáférés: 2025. február 21.)